# Doryopteris triphylla
Doryopteris triphylla là một loài thực vật có mạch trong họ Adiantaceae. Loài này được (Lam.) Christ miêu tả khoa học đầu tiên.